# Revisionsrisk
Revisionsrisk (engelska Audit risk) är risken att de finansiella uttalandena ej stämmer trots att revisorn antyder att det inte finns några felaktiga uttalanden i bokslutet. Revisionsrisken är uppdelad i två typer av risker, risk för väsentlig felaktighet (RVP) och upptäcktsrisk (UR). Investerare, borgenärer och andra intressenter är beroende av bokslutet, därför kan risken bli juridisk väsentlig för bolag som utför revisionsarbete.

## Definitioner
Finansiella uttalanden är en strukturerad presentation av företagets finansiella information, som avser att förmedla till företagets ledning och intressenter hur ett företags ekonomiska resurser används i verksamheten. Risk för väsentlig felaktighet är risken att redovisningen innehåller felaktigheter innan den revideras. Denna risk är uppdelad i två delrisker, inneboende risk och kontrollrisk. Inneboende risk definieras som risken att felaktigheter uppstår i företagets bokföring eller rapportering. Kontrollrisk definieras som risken att de egna interna kontrollerna inom företaget inte upptäcker eventuella felaktigheter i bokföringen eller rapporteringen. Upptäcktsrisk definieras som risken att revisorn inte upptäcker felaktigheter som är väsentliga.

## Reglering
International Standards on Auditing (ISA) är riktlinjer man ska följa inom revision. Dessa utvecklades av IAASB (International Auditing and Assurance Standard Board). Dessa regleringar och riktlinjer används i hela världen. ISA har implementerat olika krav som en revisor måste följa för att minimera revisionsrisken, nedan är några av dem:
1. Revisorn ska följa etiska krav i anknytning till revision av finansiella uttalanden.
2. Revisorn ska planera och utföra en revidering med en objektiv inställning och inse att de kan finnas felaktiga finansiella uttalanden.
3. Revisorn ska ha en professionell omdömesförmåga vid planering och utförande av sin revidering.
4. Revisorn måste få tillräckliga revisionsbelägg för att göra det möjligt att dra rimliga slutsatser så att revisionsrisken minskas till en godtagbar nivå. (ISA 200)[2][2]

## Forskning
I undersökningen av Hogan & Wilkins undersöktes hur revisorer ställer sig till högre krav av interna kontrollrisker av företag som avslöjats med brister i internkontrollerna. Undersökningen visar att företag som har problem med internkontroll har väsentligt högre revisionsavgifter vid kontroll av storlek, risk och lönsamhet. Det framgår även att dessa företag har större problem med inneboende risker än sina konkurrenter. Deras slutsats är att företagens revisorer höjer nivån på sina insatser för att erhålla en högre övergripande nivå av revisionsrisk, som överensstämmer med revisionsriskmodellen. 
I forskningen av Lang & Soled har de undersökt hur skattebetalarna berörs av revisionsrisken. Skattebetalare gör ofta sin egen bedömning av revisionsrisken med information från internet och skattedeklarationsprogram. På grund av den osäkra tillförlitligheten i vissa källor är det mer lämpligt att uppmana till mer kommunikation mellan skattebetalare och skatteåterbäringsförberedare med revisionsrisken i syfte. 
Slutsatsen är att skattebetalare tar ständiga risker och gör viktiga beslut baserat på den information de erhåller från sina källor. Analysen visar att det vore mer lämpligt med fullständigt avslöjande av revisionsrisken då den ska sanktioneras och vara bättre tillhands när skatterådgivaren kan ge en betydande bedömning. Riskbedömning ska inte endast användas vid avgörande om skattebetalarna har uppfyllt noggrannheten i standarderna eller när utövarna uppfyllt sina yrkesmässiga standarder.